# Djindji Khodja Husayn
Husayn Efendi, conegut com a Djindji Khodja o Djindji Khodja Husayn (Safranbolu, final del segle XVI-Mikhalič, 1648), fou favorit del sultà Ibrahim I.
Freqüentava una madrassa d'Istanbul i practicava sortilegis (que el seu pare Sheykh Mehmed li havia ensenyat) i per això fou conegut com a Djindji (Bruixot). La seva mare va fer córrer el rumor que podia curar la malaltia del sultà Ibrahim i la mare del sultà, Kösem, el va agafar sota la seva protecció i finalment va obtenir la confiança del sultà i se li va donar un rang pel que no tenia la preparació adequada, i després fou nomenat khodja, i el 18 de gener del 1645 va rebre el càrrec de cadi de Gàlata (Ghalata) tot i l'oposició del Shaykh al-Islam Yahya Efendi.
Es va posar d'acord amb el rikabdar de la cort, Yusuf Agha, i amb Sultanzade Mehmed Paixà (després gran visir del 1644 al desembre del 1645), i els tres homes aviat van prendre el control del poder dominant els nomenaments i destitucions, i enriquint-se a costa de suborns. Els tres homes (principalment Djindji) van provocar la caiguda del gran visir Kemankesh Kara Mustafa Paşa (o Quemankex Qara Mustafà Paixà) que va acabar executat (31 de gener del 1644); Djindji es va casar llavors amb la filla de Kara Çelebizade Mahmud Efendi amb l'aprovació del sultà.
El 20 de maig de 1644 fou nomenat kadiasker d'Anadolu i va utilitzar el lloc per amassar una fortuna personal venent càrrecs. Encara que fou destituït tres vegades, sempre fou per un temps curt, retornant altre cop al càrrec fins a la quarta destitució el 2 d'agost del 1647 que va esdevenir definitiva. Va ser enviat desterrat a Gal·lípoli encara que només uns mesos. A la pujada al tron de Mehmet IV (8 d'agost del 1648), fou inclòs a la llista d'aquells als quals s'havien d'expropiar els béns per cobrir les despeses de les donacions habituals per la pujada al tron d'un nou sultà; va estar un mes presoner al palau del gran visir i finalment els seus béns foren confiscats i enviat exiliat a Mikhalič on fou executat el setembre del 1648.